# Liste der Pfarren im Stadtdekanat 2/20 (Erzdiözese Wien)
Das Stadtdekanat 2/20 ist ein Dekanat im Vikariat Wien Stadt der römisch-katholischen Erzdiözese Wien. Es entstand am 1. Oktober 2018 durch die Zusammenlegung der Dekanate Stadtdekanat 2 und Stadtdekanat 20. Letzteres war erst in den 1970ern durch Abspaltung vom Stadtdekanat 19 entstanden.

## Pfarren mit Kirchengebäuden und Kapellen
- Ink. … Inkorporation

| Pfarrverband                            | Pfarre                                                    | Teilgemeinden                                                 | Ink.               | Seit                | Patrozinium                                               | Kirchengebäude und Kapellen |                                     |
| --------------------------------------- | --------------------------------------------------------- | ------------------------------------------------------------- | ------------------ | ------------------- | --------------------------------------------------------- | --- | ----------------------------------- |
| An der Taborstraße (seit 1. April 2023) | Am Tabor                                                  |                                                               |                    | 1939                | Auferstehung Christi                                      | Pfarrkirche: Pfarrkirche Am Tabor | Am-Tabor-Kirche                     |
| An der Taborstraße (seit 1. April 2023) | St. Leopold                                               |                                                               |                    | 1671                | St. Leopold                                               | Pfarrkirche: Leopoldskirche Kapelle im Lebenszentrum, Sängerknaben-Kapelle im Palais Augarten, Johannes-Nepomuk-Kapelle im Wilhelm-Kienzl-Park |                                     |
| An der Taborstraße (seit 1. April 2023) | St. Josef                                                 |                                                               |                    | 1783                | St. Josef                                                 | Pfarrkirche: Karmeliterkirche St. Josef Kirche Hl. Johannes der Täufer, Kapelle im Krankenhaus Barmherzige Brüder                              | Karmeliterkirche St. Josef          |
|                                         | Donaustadt                                                |                                                               | Trinitarier (OSST) | 1921                | St. Franciscus Seraphicus                                 | Pfarrkirche: Franz-von-Assisi-Kirche Wallfahrtskirche Maria Grün                                                                               | Franz-von-Assisi-Kirche             |
|                                         | Hl. Johannes Paul II. (bis 31. August 2019: St. Brigitta) | St. Brigitta St. Johann Kapistran                             |                    | 1874 (St. Brigitta) | St. Johannes Paul II. (bis 31. August 2019: St. Brigitta) | Pfarrkirchen: Brigittakirche Eucharistische Gedächtniskirche St. Johann Kapistran, Brigittakapelle                                             | Brigittakirche                      |
|                                         | St. Johann Nepomuk                                        |                                                               |                    | 1786                | St. Johann Nepomuk                                        | Pfarrkirche: Pfarrkirche St. Johann Nepomuk |                                     |
|                                         | Zu allen Heiligen (bis 31. August 2017: Zwischenbrücken)  | Allerheiligen Zum Göttlichen Erlöser Muttergottes im Augarten |                    | 1906                | Allerheiligen                                             | Pfarrkirche: Allerheiligenkirche Muttergotteskirche im Augarten, Filialkirche zum Göttlichen Erlöser                                           | Allerheiligenkirche Zwischenbrücken |
|                                         | Zum hl. Klaus von Flüe                                    |                                                               |                    | 1967                | St. Klaus von Flüe                                        | Pfarrkirche: Pfarrkirche Machstraße |                                     |

## Stadtdekanat 2/20
Das Dekanat umfasst neun Pfarren.
Diözesaner Entwicklungsprozess
Am 29. November 2015 wurden für alle Pfarren der Erzdiözese Wien Entwicklungsräume definiert. Die Pfarren sollen in den Entwicklungsräumen stärker zusammenarbeiten, Pfarrverbände oder Seelsorgeräume bilden. Am Ende des Prozesses sollen aus den Entwicklungsräumen neue Pfarren entstehen. Im Dekanat Stadtdekanat 2/20 (damals noch Stadtdekanat 2 und Stadtdekanat 20) wurden folgende Entwicklungsräume festgelegt:
- Am Tabor, St. Josef und St. Leopold
- Donaustadt
- Muttergottes im Augarten, Zum Göttlichen Erlöser und Zwischenbrücken (seit 1. September 2017 Pfarre Zu allen Heiligen)
- St. Brigitta und St. Johann Kapistran (seit 1. September 2019 Pfarre Hl. Johannes Paul II.)
- St. Johann Nepomuk und Zum hl. Klaus von Flüe

Ehemalige Pfarren
- Zur ehemaligen Pfarre Muttergottes im Augarten (1950–2017) siehe Muttergotteskirche im Augarten.
- Zur ehemaligen Pfarre Zum Göttlichen Erlöser (1984–2017) siehe Erlöserkirche (Brigittenau).
- Zur ehemaligen Pfarre St. Johann Kapistran (1939–2019) siehe Eucharistische Gedächtniskirche St. Johann Kapistran.